# Аху
Аху је назив за камене платформе на Ускршњем острву на којима стоје скулптуре Моаи. Засад је познато 313 ахуа. Изграђени су у периоду између 1250. и 1500. године. Већина су у обалном подручју, у унутрашњости острва су веома ретки. Године 1772. се мислило да постоје само статуе без ахуа, но касније је откривено да је већина статуа срушена са својих ахуа. Данас не постоји пуно Моаиа који немају аху, а један моаи са ахуом је са Ускршњег острва пребачен у лондонски музеј где је и данас. Најпознатији моаи који имају аху су Аху Тонгарики са 15 моаи.